# 가와모토촌 (히로시마현)
가와모토촌(일본어: 川源村)은 일본 히로시마현 도요타군에 설치되었던 촌이다. 현재의 히가시히로시마시에 해당한다.